# Crown Jewel (2019)
Crown Jewel (2019) – gala wrestlingu wyprodukowana przez federację WWE dla zawodników z brandów Raw, SmackDown i 205 Live. Odbyła się 31 października 2019 na Stadionie Króla Fahda w Rijadzie w Arabii Saudyjskiej. Emisja była przeprowadzana na żywo za pośrednictwem WWE Network oraz w systemie pay-per-view. Była to druga gala w chronologii cyklu Crown Jewel.
Podczas gali odbyło się dziewięć walk, w tym jedna podczas pre-show. W walce wieczoru, „The Fiend” Bray Wyatt pokonał Setha Rollinsa w Falls Count Anywhere matchu który nie mógł być zatrzymany z żadnego powodu zdobywając Universal Championship. W innych ważnych walkach, Brock Lesnar pokonał Caina Velasqueza broniąc WWE Championship, profesjonalny bokser Tyson Fury pokonał Brauna Strowmana poprzez wyliczenie pozaringowe oraz Natalya pokonała Lacey Evans poprzez submission co było pierwszą walką kobiet w profesjonalnym wrestlingu odbywającą się w Arabii Saudyjskiej.

## Produkcja
Crown Jewel oferowało walki profesjonalnego wrestlingu z udziałem wrestlerów należących do brandów Raw i SmackDown. Oskryptowane rywalizacje (storyline’y) kreowane są podczas cotygodniowych gal Raw, SmackDown Live oraz ekskluzywnej dla dywizji cruiserweight 205 Live. Wrestlerzy są przedstawieni jako heele (negatywni, źli zawodnicy i najczęściej wrogowie publiki) i face’owie (pozytywni, dobrzy i najczęściej ulubieńcy publiki), którzy rywalizują pomiędzy sobą w seriach walk mających budować napięcie. Kulminacją rywalizacji jest walka wrestlerska lub ich seria.

### Rywalizacje
30 września na odcinku Raw, Hulk Hogan i inny członek WWE Hall of Fame Ric Flair byli gośćmi w programie "Miz TV", gdzie Hogan i Flair dokuczali sobie w walce. Następnie Miz ogłosił, że na Crown Jewel odbędzie się walka 5-on-5 Tag Team match pomiędzy Team Hogan i Team Flair, z Hoganem i Flairem jako odpowiednimi trenerami. Universal Champion Seth Rollins i Randy Orton zostali wybrani jako kapitanowie odpowiednio Team Hogan i Team Flair. Później tej nocy Rusev dołączył do Drużyny Hogana, a King Corbin dołączył do Drużyny Flaira. 14 października na odcinku Raw, Ricochet został dodany do Team Hogan, podczas gdy Bobby Lashley i Intercontinental Champion Shinsuke Nakamura zostali dodani do Team Flair. W tym samym odcinku ogłoszono, że Rollins będzie bronił Universal Championship na tym wydarzeniu, a następnie został usunięty z walki Tag Teamowej. Na następnym odcinku SmackDown, Hogan ujawnił, że Ali i Shorty G (w skrócie Shorty Gable) zostali dodani do jego drużyny. Później Roman Reigns został ogłoszony jako zastępca Rollinsa jako kapitan Team Hogan. Drew McIntyre został ujawniony jako ostatni członek Team Flair na następnym Raw.
30 września na odcinku Raw, Brock Lesnar i jego adwokat Paul Heyman przerwali występ Reya Mysterio w ringu. Lesnar zaczął brutalnie atakować Mysterio, a także syna Mysterio, Dominika, który siedział w pierwszym rzędzie. Po tym, jak Lesnar zdobył WWE Championship podczas SmackDown's 20th Anniversary w piątek, Mysterio pojawił się wraz z byłym zawodnikiem federacji mieszanych sztuk walki Ultimate Fighting Championship (UFC), Cainem Velasquezem, debiutując w WWE. Velasquez, który pokonał Lesnara o pas wagi ciężkiej UFC przez techniczny nokaut na UFC 121 w październiku 2010 roku, wszedł na ring i zaatakował Lesnara, któremu udało się uciec i wycofać. W wywiadzie na backstage’u Velasquez stwierdził, że dokładnie zemścił się od Lesnara za to, co zrobił Mysterio i Dominikowi który później okazał się być chrześniakiem Velasqueza. Na konferencji prasowej Crown Jewel w Las Vegas 11 października ogłoszono, że Lesnar będzie bronił WWE Championship przeciwko Velasquezowi na Crown Jewel.
Podczas walki Brauna Strowmana podczas SmackDown's 20th Anniversary 4 października, Strowman szydził z zawodowego boksera Tysona Fury’ego, który siedział w pierwszym rzędzie. Później, podczas tej walki, Strowman brutalnie wrzucił Dolpha Zigglera przez barykadę, co wepchnęło Fury’ego z powrotem na swoje miejsce. Po walce Fury przeskoczył barykadę tylko po to, by zostać powstrzymanym przez ochronę. Na następnym Raw, pojawił się Fury, prosząc o przeprosiny od Strowmana. Po wymianie obelg werbalnych wybuchła potężna bójka pomiędzy nimi, które musiały zostać oddzielone przez ochronę i innych wrestlerów. Na konferencji prasowej Crown Jewel w Las Vegas 11 października ogłoszono, że Strowman zmierzy się z Furym na Crown Jewel.
Na Hell in a Cell, Universal Championship Hell in a Cell match pomiędzy broniącym tytułu Sethem Rollinsem i "The Fiend" Brayem Wyattem zakończył się zatrzymaniem walki przez sędziego, dzięki czemu Rollins zachował swój tytuł. The Fiend, uważany za kontuzjowanego, po walce przystąpił do dalszego ataku na Rollinsa. 11 października na odcinku SmackDown, (pierwszego wieczoru WWE Draft 2019) zorganizowano walkę pomiędzy Rollinsem (reprezentującym Raw) i Romanem Reignsem (reprezentującym SmackDown) w celu ustalenia, który brand zdobędzie pierwszy draftowy wybór tej nocy. Rollins wygrał przez dyskwalifikację z powodu ingerencji The Fienda, zdobywając dla Raw pierwszy wybór do draftu; Fiend został później przedraftowany na SmackDown. Chociaż Rollins został przeniesiony na Raw podczas drugiej nocy draftu, rewanż o mistrzostwo pomiędzy Rollinsem i The Fiendem został zaplanowany na Crown Jewel jako Falls Count Anywhere match. Tej samej nocy Wyatt, jak zwykle, poprowadził segment Firefly Fun House, tylko po to, by Rollins przerwał Wyattowi w Fun House. Rollins zaatakował Wyatta i podpalił Fun House. Na kolejnym SmackDown, dodano kolejną stypulację, że sędzia nie może zatrzymać walki z żadnego powodu.
Na Super ShowDown, Mansoor z NXT, pochodzący z Arabii Saudyjskiej, wygrał największy standardowy Battle Royal w WWE. 14 października ogłoszono walkę pomiędzy Mansoorem a Cesaro na Crown Jewel.
14 października na odcinku Raw, ogłoszono największy w historii WWE Tag Team Turnoil match na Crown Jewel, w którym zwycięzcy otrzymają WWE Tag Team World Cup i zostaną nazwani "the best tag team in the world". Na walkę ogłoszono dziewięć drużyn: The New Day (reprezentowani przez Big E i Kofiego Kingstona; Xavier Woods był kontuzjowany przed galą), Heavy Machinery (Otis i Tucker), (Lince Dorado, Gran Metalik i/lub Kalisto), Curt Hawkins i Zack Ryder, The O.C. (reprezentowani przez Luke’a Gallowsa i Karla Andersona; AJ Styles walczył w innej walce), Dolph Ziggler i Robert Roode, The B-Team (Curtis Axel i Bo Dallas), SmackDown Tag Team Champions The Revival (Scott Dawson i Dash Wilder) oraz Raw Tag Team Champions The Viking Raiders (Erik i Ivar).
23 października na WWE The Bump, został ogłoszony 20-osobowy Battle Royal na Crown Jewel Kickoff, której zwycięzca otrzyma później tej samej nocy walkę o tytuł z United States Championem AJ Stylesem.
Ze względu na ograniczone prawa, jakie kobiety mają w Arabii Saudyjskiej, wszystkie wrestlerki z WWE otrzymały zakaz wrestlingu na galach WWE w kraju. Jednak podczas konferencji prasowej Crown Jewel w dniu 30 października ogłoszono, że walki pomiędzy Natalyą i Lacey Evans została zatwierdzona na Crown Jewel, co oznacza pierwszą w historii walkę kobiet w Arabii Saudyjskiej. Szanując kulturę kraju, Chief Brand Officer WWE Stephanie McMahon powiedziała, że oboje będą nosić stroje zasłaniające całe ciało zamiast normalnego stroju ringowego. Obie kobiety nosiły również koszule ze sklepów z pamiątkami, które normalnie sprzedawane są na miejscu, oraz ze sklepu WWE z ich brandingiem.

## Wyniki walk
| Nr                                                                   | Wyniki | Stypulacje                                                                                              | Czas  |
| -------------------------------------------------------------------- | --- | --- | ----- |
| 1P                                                                   | Humberto Carrillo wygrał eliminując ostatniego Ericka Rowana | 20-osobowy Battle Royal Zwycięzca zmierzy się z AJ Stylesem o WWE United States Championship.           | 12:25 |
| 2                                                                    | Brock Lesnar (c) (z Paulem Heymanem) pokonał Caina Velasqueza (z Reyem Mysterio) poprzez submission | Singles match o WWE Championship                                                                        | 1:28  |
| 3                                                                    | The O.C. (Luke Gallows i Karl Anderson) wygrali eliminując jako ostatnich The Viking Raiders (Erika i Ivara) | Tag Team Turmoil match o WWE Tag Team World Cup                                                         | 32:08 |
| 4                                                                    | Mansoor pokonał Cesaro | Singles match                                                                                           | 12:45 |
| 5                                                                    | Tyson Fury pokonał Brauna Strowmana poprzez wyliczenie pozaringowe | Singles match                                                                                           | 8:04  |
| 6                                                                    | AJ Styles (c) (z Lukiem Gallowsem i Karlem Andersonem) pokonał Humberto Carrillo | Singles match o WWE United States Championship                                                          | 12:34 |
| 7                                                                    | Natalya pokonała Lacey Evans poprzez submission | Singles match                                                                                           | 7:21  |
| 8                                                                    | Team Hogan (Roman Reigns, Rusev, Ricochet, Shorty G i Ali) (z Hulkiem Hoganem i Jimmym Hartem) pokonali Team Flair (Randy’ego Ortona, Kinga Corbina, Bobby’ego Lashleya, Shinsuke Nakamurę i Drew McIntyre’a) (z Riciem Flairem) | Ten-man Tag Team match                                                                                  | 19:55 |
| 9                                                                    | "The Fiend" Bray Wyatt pokonał Setha Rollinsa (c) | Falls Count Anywhere match o WWE Universal Championship Walka nie może być zatrzymana z żadnego powodu. | 21:21 |
| (c) – mistrz/mistrzyni przed walkąP – walka miała miejsce w pre-show | | |       |

Uwagi
1. ↑  Kolejność eliminacji: Drake Maverick, Heath Slater, Tony Nese, The Brian Kendrick, Eric Young, Mojo Rawley, Sin Cara, Titus O’Neil, No Way Jose, Akira Tozawa, Shelton Benjamin, Apollo Crews, Buddy Murphy, R-Truth, Andrade, Sunil Singh, Cedric Alexander i Luke Harper.

### World Cup Tag Team Turmoil match
| Nr. eliminacji | Tag Team                                        | Nr. wejścia | Wyeliminowani przez               | Metoda eliminacji                                                 | Czas  |
| -------------- | ----------------------------------------------- | ----------- | --------------------------------- | ----------------------------------------------------------------- | ----- |
| 1              | Lucha House Party (Lince Dorado i Gran Metalik) | 2           | Dolpha Zigglera i Roberta Roode’a | Roode przypiął Dorado po wykonaniu Glorious DDT                   | 5:50  |
| 2              | Curt Hawkins i Zack Ryder                       | 3           | Dolpha Zigglera i Roberta Roode’a | Roode przypiął Rydera po wykonaniu kombinacji Spinebuster/Zig-Zag | 6:55  |
| 3              | Dolph Ziggler i Robert Roode                    | 1           | Heavy Machinery                   | Tucker przypiął Roode’a po wykonaniu Compactor                    | 13:25 |
| 4              | Heavy Machinery (Otis i Tucker)                 | 4           | The New Day                       | Kingston przypiął Tuckera po wykonaniu Midnight Hour              | 17:30 |
| 5              | The B-Team (Curtis Axel i Bo Dallas)            | 6           | The New Day                       | Big E przypiął Axela po wykonaniu Big Ending                      | 19:40 |
| 6              | The Revival (Scott Dawson i Dash Wilder)        | 7           | The New Day                       | Kingston przypiął Dawsona ruchem roll-up                          | 25:10 |
| 7              | The New Day (Kofi Kingston i Big E)             | 5           | The O.C.                          | Gallows przypiął Kingstona po wykonaniu Magic Killer              | 27:00 |
| 8              | The Viking Raiders (Erik i Ivar)                | 9           | The O.C.                          | Anderson przypiął Erika po wykonaniu Magic Killer                 | 32:05 |
| Zwycięzcy      | The O.C. (Luke Gallows i Karl Anderson)         | 8           | —                                 | —                                                                 | 32:05 |